# 378 (tal)
378 är det naturliga talet som följer 377 och som följs av 379.

## Inom vetenskapen
- 378 Holmia, en asteroid.

## Inom matematiken
- 378 är ett jämnt tal.
- 378 är ett sammansatt tal.
- 378 är ett ymnigt tal.
- 378 är ett triangeltal.
- 378 är ett hexagontal.
- 378 är ett Erdős–Woodstal.